# Stefano Francescon
Stefano Francescon (né le 18 avril 1934 à Turin au Piémont) est un joueur de football italien, qui jouait en tant que milieu offensif.

## Biographie
Francescon a joué avec les clubs de Volpianese, de Biellese, du Torino, de la Juventus (où il dispute sa première rencontre le 10 mars 1956 au cours d'un nul 2-2 contre la Sampdoria), de Lucchese et de Chieri.